# 多比良町
多比良町（たいらまち）は、長崎県の島原半島にかつて存在した南高来郡の町。1956年（昭和31年）に西隣の土黒村と合併し、国見町となった。
現在の雲仙市国見町の東部、多比良地区にあたる。

## 地理
島原半島の北部に位置する。
- 山：矢筈岳
- 河川：魚洗川、栗谷川

## 沿革
- 1889年（明治22年）4月1日 - 町村制施行により、南高来郡多比良村が単独村制にて発足。
- 1913年（大正2年）5月10日 - 当村域に島原鉄道線の多比良町駅が開業。
- 1937年（昭和12年）2月11日 - 多比良村が町制施行、多比良町となる。
- 1956年（昭和31年）9月1日 - 土黒村と合併して国見町となり、多比良町は自治体として消滅。

## 地名
名を行政区域とする。多比良町は1889年の町村制施行時に単独で自治体として発足したため、大字は無し。（発足当時は多比良村）
なお、多比良町では名の名称を十干に置き換えて表記する。
- 甲 ／ 轟木名（とどろき）
- 乙 ／ 船津名
- 丙 ／ 馬場名
- 丁 ／ 高下名（こうげ）
- 戊 ／ 金山名

## 交通

### 鉄道
島原鉄道
- 島原鉄道線

（土黒村） - 多比良町駅 - （有明村:旧湯江村）

## 名所・旧跡
- 鬼の岩屋（高下古墳）[2]
- 五万長者遺跡（胡麻長者遺跡）
- 百花台遺跡
- 多比良城址（轟木城）
- 結城城址（金山城、平松城）